# Пакпаттан (округ)
Пакпаттан (урду ضلع پاکپتن‎, англ. Pakpattan District) — один из 36 округов пакистанской провинции Пенджаб. Административный центр — город Пакпаттан.

## География
Площадь округа — 2 724 км². На севере граничит с округом Сахивал, на северо-востоке и востоке — с округом Окара, на западе — с округом Вихари, на юге — с округом Бахавалнагар.

## Административно-территориальное деление
Округ делится на два техсила:
- Пакпаттан
- Арифвала

и 63 союзных территории.

## Население
По данным переписи 1998 года, население округа составляло 1 286 680 человек, из которых мужчины составляли 51,92 %, женщины — соответственно 48,08 %. Уровень грамотности населения (от 10 лет и старше) составлял 34,7 %. Уровень урбанизации — 14,24 %. Средняя плотность населения — 472,35 чел./км².